# 분자 실체
화학 및 물리학에서 분자 실체 또는 화학 실체는 동위 원소 적으로 구별되는 원자, 분자, 이온, 이온 쌍, 유리기, 라디칼 이온, 배위 화합물, 입체구조 등이며 별도로 구별 가능한 실체로 식별 할 수 있다". 분자 실체는 그 성질에 관계없이 일부 과정을 예시 할 수 있는 모든 유형의 화학 입자를 간결하게 표현하는 데 사용되는 단일 실체이다. 예를 들어 원자, 분자, 이온 등은 모두 화학 반응을 겪을 수 있다. 화학종은 분자 실체의 거시적 등가물이며 분자 실체의 집합 또는 앙상블을 나타낸다. 국제 순수·응용 화학 연합에 따르면 "분자 실체를 설명하는 데 필요한 정밀도의 정도는 상황에 따라 각각 다르다. 예를 들어 '수소 분자'는 어떤 목적을 위해 특정 분자 실체를 적절하게 정의하는 반면 다른 목적을 위해서는 수소 분자의 에너지 준위 및 분자 진동 상태 및 핵 스핀 등을 구별해야 한다.

## 같이 보기
- 분자
- 화학
- 물리학